# Lobotomizer
Lobotomizer è l'album di debutto della band alternative rock norvegese Motorpsycho, pubblicato nel 1991.

## Il disco
La versione originale in vinile (di cui sono stati prodotti solo 1000 esemplari) include un booklet con i testi e alcuni disegni psichedelici.
Questo è il solo album dei Motorpsycho precedente a Black Hole/Blank Canvas senza Håkon Gebhardt alla batteria.
Hogwash e Frances sono state registrate in stile outlaw country per The Tussler - Original Motion Picture Soundtrack.
In questa versione, Hogwash include anche alcuni versi del brano Lobotomizer.
Eternity include una poesia di William Blake.
T.F.C. sta per True Fine Citizen. La canzone parla di due uomini dalla grande moralità e rispettati dalla società, ma che molestano i propri figli.
È stato girato un video promozionale per il brano Grinder.

## Tracce
1. Lobotomizer – 1:02
2. Grinder – 3:48
3. Hogwash – 8:19
4. Home of the Brave – 6:42
5. Frances – 3:39
6. Wasted – 3:58
7. Eternity – 2:08
8. T.F.C. – 11:52

### Edizione in Vinile
Lato A
1. Lobotomizer – 1:02
2. Grinder – 3:48
3. Hogwash – 8:19
4. Home of the Brave – 6:42

Lato B
1. Frances – 3:39
2. Wasted – 3:58
3. Eternity – 2:08
4. T.F.C. – 11:52

## Autori
- Nr. 3, 4, 5, 6, 8 di Sæther.
- Nr. 1 di Sæther/Ryan.
- Nr. 2 di Sæther/Ryan/Jensen.
- Nr. 7 di Sæther/Ryan/Blake.

## Formazione
- Bent Sæther - voce, basso, violino, chitarra, percussioni
- Hans Magnus Ryan - chitarra, seconde voci
- Kjell Runar "Killer" Jensen - batteria
- Geir Nilsen - organo Hammond in Hogwash